# 에어프랑스 447편 추락 사고
에어프랑스 447편 추락 사고는 2009년 5월 31일 브라질의 리우데자네이루 국제공항에서 파리 샤를 드 골 국제공항까지 가는 에어프랑스 447편이 난기류속에서 피토관 결빙으로 인해 기수각 10도로 바다에 추락한 사고를 말한다. 승객 216명과 승무원 12명, 총 228명이 전원 사망한 비극적인 사고이다.

## 개요
브라질의 리우데자네이루 국제공항을 출발한 에어프랑스의 장거리용 여객기인 에어버스 A330-200 항공기가 대서양에서 항법신호를 보내지 않은 채, 추락한 사고이다. 2009년 6월 2일에 브라질 공군이 북동부 페르남부쿠주 페르난도 데 노로냐에서 720km 정도 떨어진 해상에서 기름띠와 금속 파편을 발견했다고 밝혀 실종된 에어버스 A330-200 기일 것으로 추정하였으나, 주변 선박에서 배출한 쓰레기인것으로 밝혀졌다. 한편 이 여객기에는 총 228명이 탑승하였고 한국인 1명이 타고 있었다.
한편 2009년 6월 7일 브라질 해안에서 에어프랑스 447편의 잔해와 탑승객들의 시신이 발견되면서, 추락 사고임이 밝혀졌다. 228명의 시신 중 총 51구가 발견되었다.

## 사고의 순간
사고기는 2009년 5월 31일 현지시간 19시 29분에 리우데자네이루 갈레앙 국제공항을 출발하여 10시간 34분 후에 파리 샤를 드 골 공항에 도착 예정이었다. 사고기와의 마지막 교신은 표준시로 1시 35분이었는데 그때 중간 INTOL을 통과했으며, 나타우에서 브라질 해안 북동쪽으로 565km(351마일) 떨어진 위치였다. 사고기는 1시 49분(표준시)에 좌측 대서양 브라질 레이다에 감지되었다.
에어버스 330은 2명의 비행 승무원에 의해 비행하도록 설계되었으나 리우데자네이루 - 파리 노선은 근무 시간 13시간 즉, 에어프랑스에서 허용하는 최대 10시간 초과인 관계로 447편의 비행 승무원은 기장과 2명의 부조종사 도합 3명으로 구성되어 있었다. 3명이 함께 동승한 관계로 비행하는 동안 각 한 명씩 휴식을 취할 수 있었으며 이 목적을 위해 에어버스 330은 조종실 바로 뒤에 있는 나머지 객실에서 휴식을 취할 수 있도록 설계되어있었다.
일반적인 관행에 따라 기장은 자신의 두 번째 휴식을 위한 의도로 첫번째 휴식 때 부조종사 중 하나를 보냈다. 표준시각 1시 55분에 그는 두번째 부조종사를 깨우면서 말했다 ".. 그는 일단 내자리에 앉았어" 후에 2명의 부조종사 사이에서 브리핑에 참석하였으며 2시 1분 46초(표준시)에 기장은 휴식을 위해 조종실을 떠났다. 2시 6분에 비행 승무원들은 객실 승무원들에게 항공기가 난기류의 구역으로 진입할 가능성에 대해 경고하였으며 2분 후 비행 승무원들이 사고기를 약간 왼쪽으로 틀었을 때와 동시에 속도가 마하 0.82에서 0.8로 감소하였다.(지침에는 "난기류에 조우했을 때의 속도")
2시 10분 5초에 갑자기 오토 파일럿(자동 조종)이 해제되고 통상 지침에서 대체 지침으로 바뀐 것으로 인해 비행기 조종이 자동에서 수동으로 이행되었으며, 엔진의 자동 스로틀 시스템은 3초 후에 해제되었다. 자동 조종이 해제되어 사고기는 난기류 때문에 오른쪽으로 돌기 시작했으며 비행 승무원들은 그들의 사이드 스틱(조종간)을 왼쪽으로 미는 것으로 대처하였다. 대체 지침으로 인한 변화의 결과 항공기가 민감하게 도는 것이 증폭되었으며 이후 비행 승무원들의 입력보다 지나치게 수정되어 초반에 당황하였다. 다음 30초 동안 사고기는 왼쪽과 오른쪽으로 번갈아가면서 회전하였고 비행 승무원들의도 이에 적절한 조처를 취하였다. 같은 시간 조종사 한 명이 갑자기 사이드 스틱으로 기수를 위로 향하게 했으며 그런 행동을 하기에는 불필요하고 과도한 상황이었다. 사고기의 스톨(실속) 경보음은 짧게 두번이기 때문에 지나친 받음각 차이가 발생했으며 기록된 사고기의 대기속도는 274노트에서 52노트로 급격하게 떨어졌다. 항공기의 받음각이 증가하면 상승하기 시작하는데, 비행 승무원들이 항공기의 회전을 제어할때까지 거의 1분당 7000피트까지 상승한다.
2시 10분 34초, 최고 속도 215노트로 확실한 상승이 기록되면서 좌측 계기가 부정확하게 표시되었으며 마찬가지로 통합 대기 계기 시스템(ISIS)도 몇분 후 다르게 표시되었다(기록 장치에 의하면 우측의 자세는 기록되지 않았다). 주위에 얼음이 어는 현상도 1분 이상 계속되었으며 비행 승무원들은 지속적으로 기수를 상승시켰다. 수평 꼬리 날개(THS) 움직임도 약 1분 동안 3도에서 13도까지 기수가 상승했음을 표시했으며 이후에도 최후의 순간까지 그 자세를 유지하였다.
2시 11분 10초에 사고기는 최대 고도인 약 38,000피트까지 상승하였다. 거기에 사고기의 받음각은 16도였으며 스로틀 제어기에 있는 이륙/복행 스위치를 당겼을 때 경사 자세는 약간 16도를 넘어 떨어지기 시작했으나 받음각은 30도 쪽으로 빠르게 증가하였다. 대체 지침 재구성의 두번째 결과 "스톨 방지"는 더 이상 운용되지 않았으나 반면 통상 지침에서는 항공기의 비행 관리 컴퓨터가 높은 받음각을 방지 하기위한 행동을 취하는데 대체 지침에서는 이 기능이 실행되지 않았다.(사실은 컴퓨터가 신빙성 있는 속도 데이터를 거부했기 때문에 대체 지침에서의 스위치가 정확하기 작동하지 않았으며 또한 통상 지침의 예상되었던 다른 대부분의 기능에서는 더 이상 그런 보호 기능을 제공할 수 없었다.) 날개의 좌측은 양력을 잃었고 사고기는 실속하였다.
2시 11분 40초에 기장이 다시 조종실로 복귀하였으며 받음각은 그 다음 40도에 도달하고 사고기는 엔진 회전수가 공기 흡입률 거의 100%와 함께 35,000피트로 하강하였다(터보팬 엔진의 추진력의 대부분은 전면 흡기팬의 회전 속도로 얻어진다). 실속 경보는 멈췄으나 모든 대기속도 표시처럼 높은 받음각으로 인해 항공기의 컴퓨터에서는 유효하지 않은 것으로 간주되었다.

### 자동 메시지
6월 3일 에어 프랑스의 대변인이 "사고기가 3분 동안 전자 메시지를 연속해서 보냈으며 1분당 정보에 대한 표현이었다."는 내용을 밝혔다. 이 메시지는 항공기 통신 주소 및 보고 시스템(ACARS)을 통해 탑재된 모니터링 시스템에서 보낸 것으로 2009년 6월 4일에 공개되었다. 이 필기록이 암시하는 것은 2시 10분과 2시 14분 사이에 6개 고장 보고(FIR)와 19개 경고(WRN)를 변환한 것이었다. 장치 고장 데이터에서의 메시지 결과는 테스트 및 보고를 위한 기본 제공 시스템에 의해 포착되었으며 조종석 경고 또한 ACARS에 게시되었다. 전송된 4분 동안의 고장과 경고는 항법, 자동 비행, 비행 제어 및 객실 공조 시스템에 대한 우려였다.
항공기 통신 주소 및 보고 시스템 가운데는 처음 1분 동안 1개의 메시지가 전송될 때 피토관 고정 시스템 오류가 표시된다(코드 34111506). 에어프랑스 제3 조종사 노조의 후임 위원장인 브루노 시나티는 "안정적인 속도 데이터 없이 진로를 정하는 것은 매우 어렵고 불가능에 가깝다'고 언급하였다. 같은 시간 동안 12개의 경고 메시지 코드 표시는 오토파일럿과 자동 추력 시스템이 풀리고 TCAS 오류 모드, 그리고 비행 모드는 '통상 지침'에서 '대체 지침'으로 대체됨을 의미했다. 2시 10분에 항공기에는 2°59′N 30°35′W. 좌표 집합이 포함되어 표시되었다.
2시 11분과 2시 14분에 나머지 메시지가 발생했을 때 항공 데이터 타력 참고 장치(ADIRU)와 통합 대기 계기 시스템(ISTS) 오류 메시지가 포함되었다. 2시 12분에 항법과 항공 데이터 참조 불일치라는 경고 메시지가 표시되고 거기에는 3개의 독립적 항공 데이터 시스템간의 불일치도 있었다. 2시 13분에 비행 관리 지침 및 영역 컴퓨터에 대한 오류 메시지가 전송되었다. 2시 14분에 전송된 2건의 최종 메시지는 항공 데이터 시스템을 언급한 경고였으며, 또 하나는 자문(코드 213100206)으로 "객실 수직 속도 경고"였는데, 이는 사고기가 높은 하강율로 급강하 했음을 암시하는 것이었다.

### 당시의 기상 상황
그 시간 중부 대서양의 기상 조건은 그 해의 일반적인 특성이었는데 적도 수렴대(ITCZ)를 따라 광범위한 뇌우 밴드가 포함되어 있었다. 해당 상공 주변의 기상 분석에 따르면 447편이 실종되기전 사고기의 비행 경로에 중규모 대류 시스템이 대서양 위의 약 50000피트[15000m]의 고도까지 확대되었으며 최후의 1시간 동안 447편은 가벼운 난기류에 직면했던것으로 드러났다.
민간 항공 승무원들은 이 공역에서 일상적으로 같은 유형의 폭풍에 조우하고 있었다. 자동화 된 시스템으로 조종되는 항공기에서 조종실 승무원들이 맡은 주요 작업은 적도 수렴대를 통과하는 비행의 진행 상황을 모니터링 하는 것이었으며, 상당한 난기류가 내포된 공역을 피하기 위해 탑재된 기상 레이다를 사용하였다. 447편의 사고 당시 다른 12개 항공편이 더 공유하거나 적어도 같은 항로를 사용하고 있었다.

## 수색과 잔해 회수

### 해수면의 수색
447편은 브라질 공역을 통과하여 2시 20분에 세네갈 공역으로 진입했기 때문에 다음 약 3시 45분에 케이프 베르데 영공으로 들어갔다. 얼마 지나지 않아 4시 정각에 세네갈의 관제사들은 447편에 연락을 시도했으나 세네갈 혹은 케이프 베르데 또한 항공 교통 관제에서 447편 연결에 실패했다. 그가 아무런 응답을 못받았을 때 그는 다른 에어프랑스 비행편(AF 459)의 승무원들에게 447편을 연결해줄 것을 요청했으나 이것도 또한 연결되지 않았다.
후에 추가로 447편에 교신을 시도했으나 실패하여 대서양 양측에서 실종된 에어버스 항공기(447편)에 대한 수색을 시작하였으며 페르난두 지 노로냐 군도에서 발진한 브라질 공군 항공기와 세네갈의 다카르에서 출발한 프랑스측 조사단 항공기가 수색을 이끌었다. 그들은 스페인에서 온 카사 235 해상 정찰기에 미 해군의 록히드 마틴 P-3 오라이온 대잠수함 초계기와 해상정찰기에 의한 지원을 받았다.
6월 1일 이른 오후에 에어프랑스와 프랑스 정부 관계자가 이미 생존자가 없으며 항공기가 손실되었음을 당연한 것으로 생각하고 있었다. 에어프랑스 대변인은 그것에 대해 "생존자에 대한 희망이 없다"고 L 익스프레스에 언급했으며 니콜라 사르코지 프랑스 대통령은 누구라도 살아있을 최소한의 가능성을 승객의 유족들에게 말했다. 그 다음날 후에 몇몇 파편과 기름의 표식이 페르난도 드 노로냐 북동쪽으로 650km(400 마일)지점에서 발견되었으며 조제 알렝카르 브라질 부통령은 3일간의 국장을 선언하였다.
6월 2일 프랑스 해군 함정이자 호위함인 벤또세와 헬기 수송함 미스트랄급 강습상륙함이 사고 장소로 추정되는 곳으로 도착했다. 사고 현장으로 파견된 다른 선박 가운데서는 프랑스 연구선인 프르퀴 빠도 포함되어 있었는데 2대의 수심 6,000m(20,000피트)까지 하강이 가능한 소형 잠수정을 탑재하고 있었으며 대서양에서 발생한 항공 사고 이래 4,700m(15,400피트)로 가장 깊은 곳이었다.
6월 3일 첫번때 브라질 해군 경비정 그라자우가 첫번째 잔해가 발견된 구역에 도달하였다. 브라질 해군은 총 5척의 함정을 잔해가 위치한 곳으로 보냈는데; 호위함 콘스티튀카오와 코르빗 카보클로가 6월 4일에 해당 구역으로 도달할 예정이었으며 호위함 보시시오가 6월 6일 그리고 급유 보급선 알미란테 가스타오 모타가 6월 7일에 도달하였다.

### 해저의 수색
2009년 6월 5일 프랑스 핵잠수함 에메랄드가 사고 현장으로 파견되었으며 10일에 사고 현장에 도착하였다. 임무는 바다에서의 사라진 비행기록장치 혹은 '블랙박스' 수색 지원이었는데 상당히 깊은 수심의 해저였기 때문이었다. 잠수함은 소나를 사용하여 블랙박스의 수중 장소 표식에 의해 발생하는 초음속 신호를 듣고 하루에 평방 13마일[34km2]을 수색하는데 에메랄드는 반잠수정 노틸레가 해저로 하강할 수 있었기 때문에 같이 활동하였다. 프랑스 잠수함들은 미국에서 수심 20,000피트[6,100m]에서도 신호를 포착할 수 있는 2대의 수중 음향 통신 장비를 지원받았다.
시신 수색이 끝남에 따라 비행자료기록장치(FDR)와 "블랙 박스"라 부르는 비행음성기록장치(CVR)로 수색이 계속되었다. 프랑스 항공사고조사위원회(BEA) 회장인 폴 루이스 아살라니안은 사고 이래 그들이 수심 3,000m[9,800피트]인 만큼 그 부분의 수면 아래 지형은 매우 험준했기 때문에 그가 그것들(비행기록장치 등)을 찾는 것에 대해 낙관하지 않았다고 말했다. 조사관들은 기록 장치의 위치가 어디인지 알아낸 이래 항공기의 후미 아랫부분이라도 발견하는 것을 소망했는데 프랑스가 절대 그런 깊이에서 비행자료기록장치를 회수하지 못함에도 불구하고 1988년 80 ~ 250 평방 마일 사이의 수색 영역 수심 4,900m[16,100피트]에서의 무소속 계약자가 남아프리카 항공 295편의 비행음성기록장치를 회수했던 같은 활동에 대한 사례가 있었기 때문이었다. 사고기의 비행기록장치들은 수중 활성 음향을 이용하는 수중 위치 표지 또는 "손잡이"가 함께 장착되었는데 적어도 나머지 30일 동안 작동되며 검색에서의 시간은 음성 신호의 진원지를 수색하는데 주어진다.

### 2011년의 수색과 회수
2010년 7월 미국을 기반으로 하고 있는 검색 컨설팅 업체인 메트론이 수색에서 어디를 초점에 둬야 확률이 높아지는가에 관한 지도를 그렸는데, 이전 수색에서의 결과와 함께 비행 데이터와 해당 공역의 기상 조건 보고서를 결합한 사전 확률에 따른 것이었다. 메트론 팀은 무엇으로 그것을 설명하는지 "고전적인" 기초적 수색 방법으로 접근하여 그 이전 잠수정 스콜피온 수색을 성공시킨 바 있었다. 메트론 연구팀에 의해 447편의 잔해가 위치해 있을 가능성이 가장 높은 곳으로 확인된 구역의 수색 활동 4단계가 시작되었다.

## 사고 원인
블랙박스 회수후 분석을 통해 2011년 BEA(Bureau of Enquiry and Analysis for Civil Aviation Safety)가 내놓은 결론에 따르면, 비행 당시 적도의 적란운 층을 통과하던 비행기는 어떤 이유로 인해(아마도 과냉각수에 의한 결빙) 속도를 감지하는 장치인 '피토관'이 일시적으로 얼어붙는 상황에 처했고, 속도를 감지할 수 없게 된 비행기는 오토파일럿(자동조종장치)가 꺼지고 수동조종으로 전환되었다. 속도계와 고도계가 잘못된 정보를 제공함에 따라 당시 기장을 맡았던 피에르-세드릭 보냉(원래 co-pilot이나, 기장인 마르크 뒤부아는 그 시간에 휴식 중이었음)은 순간 혼란에 빠졌고, 고도와 속도를 회복하기 위해 비행기 기수(nose)를 들어올리는 조작을 하게 된다. 그러나 공기가 희박한 고도에서 기수를 들어올리고 속도를 높이는 조작은 오히려 비행기의 속도저하를 불러일으켰고, 이에 비행기는 스톨 상태가 되고 경보가 나오기 시작했으나, 보냉은 이를 잘못된 정보로 간주하여 기수를 내리지 않았다. (에어버스 항공기는 스톨에 걸려도 조종간에 손을 때면 본 상태로 돌아온다.)
이 후, 피토관의 결빙이 끝나 속도계와 고도계가 정상 작동하였으나, 보냉은 여전히 스틱을 잡아당겨 비행기는 기수를 하늘로 향한 채 바다로 추락하고 있었다. 이 시점에 co-pilot 위치에 있었던 다비드 로베르는 보냉이 조종 스틱을 잡아당기고 있음을 알아차리지 못했으며, 이후 로베르의 호출에 따라 콕피트에 돌아온 마르크 뒤부아도 실속의 정확한 원인을 재빨리 파악할 수 없었다. 비행기가 고도 1천피트 이하로 추락한 후에야 보냉이 자신이 스틱을 잡아당겼다는 것을 말함으로써 뒤부아 기장은 실속의 원인을 알아 차릴 수 있었으나 비행기는 이미 실속을 회복할만한 고도를 지나친 후였고 이후 비행기는 기수를 하늘로 향한 채 그대로 바다에 추락하였다.

## 같이 보기
- 남아프리카 항공 295편 추락 사고 - 유사한 사고전례